# Ларионов, Егор Михайлович
Егор Михайлович Ларионов (род. 4 декабря 1940 года, с. Салбанцы Намского района) — член Совета Федерации.

## Биография
Родился 4 декабря 1940 года. В 1970 году окончил Свердловский юридический институт. В 1983 году, Хабаровскую Высшую Партийную Школу по специальностям правовед, политолог.
Председатель Палаты Республики Государственного Собрания Республики Саха.
С 1996 по 1998 год Член совета Федерации. Заместитель председателя Комитета Совета Федерации по конституционному законодательству и судебно-правовым вопросам.

## Награды
- Почётный гражданин Республики Саха (Якутия) (23 апреля 2021) — за особые заслуги в области государственного строительства, института парламентаризма и большой вклад в социально-экономическое развитие Республики Саха (Якутия)
- Нагрудный знак «За заслуги в области развития местного самоуправления» имени Софрона Сыранова (Василия Вениаминовича Сыранова) (15 апреля 2022) — за вклад в развитие местного самоуправления в Республике Саха (Якутия)